# 虹になりたい
「虹になりたい」（にじになりたい）は、日本のバンド、TUBEの通算33作目のシングル。2000年6月28日にSony Recordsから発売された。

## 概要
TBS系列の『ウンナンのホントコ!』内のコーナー「未来日記」のテーマソングであり、累計40万枚以上のスマッシュヒットを記録。40万枚を突破した最後のシングルである。
作詞・作曲はボーカルの前田亘輝が担当。
1か月後に発表されたアルバム『LANI KAI』にアルバムミックスで収録されている。本作のシングルミックスは2001年に発表された通算2作目のバラード・ベスト『Melodies & Memories II』にて初めてアルバムに収録された。
香港、台湾では、「想變成彩虹」名で同年に発売されている。
カップリング曲の「-紫陽花-」は本作のCDが廃盤になって以降、長い間アルバム未収録だったが、2025年8月9日に各配信サイトでのダウンロード配信及びサブスクリプション配信が開始された。

## 収録曲
| 全作詞: 前田亘輝。 |                                     |           |           |                |      |
| #                  | タイトル                            | 作詞      | 作曲      | 編曲           | 時間 |
| 1.                 | 「虹になりたい」                    | 前田亘輝  | 前田亘輝  | TUBE、坂基文彦 | 5:02 |
| 2.                 | 「-紫陽花-」                        | 前田亘輝  | 春畑道哉  | TUBE           | 3:29 |
| 3.                 | 「虹になりたい (Original Karaoke)」 | 前田亘輝  | 前田亘輝  | TUBE、坂基文彦 | 5:02 |
| 4.                 | 「-紫陽花- (Original Karaoke)」     | 前田亘輝  | 春畑道哉  | TUBE           | 3:27 |
| 合計時間:          | 合計時間:                           | 合計時間: | 合計時間: | 17:00          |      |

## 収録アルバム
- LANI KAI (#1、Extra Dry Mix)
- Melodies & Memories II (#1)
- 35年で35曲 “愛と友” 〜僕のMelody 君のために〜（#1、リミックス）
- All Singles TUBEst -White- (#1)

## タイアップ
虹になりたい
- TBS系「ウンナンのホントコ! 未来日記VI」テーマソング